# Mintimer Scharipowitsch Schaimijew

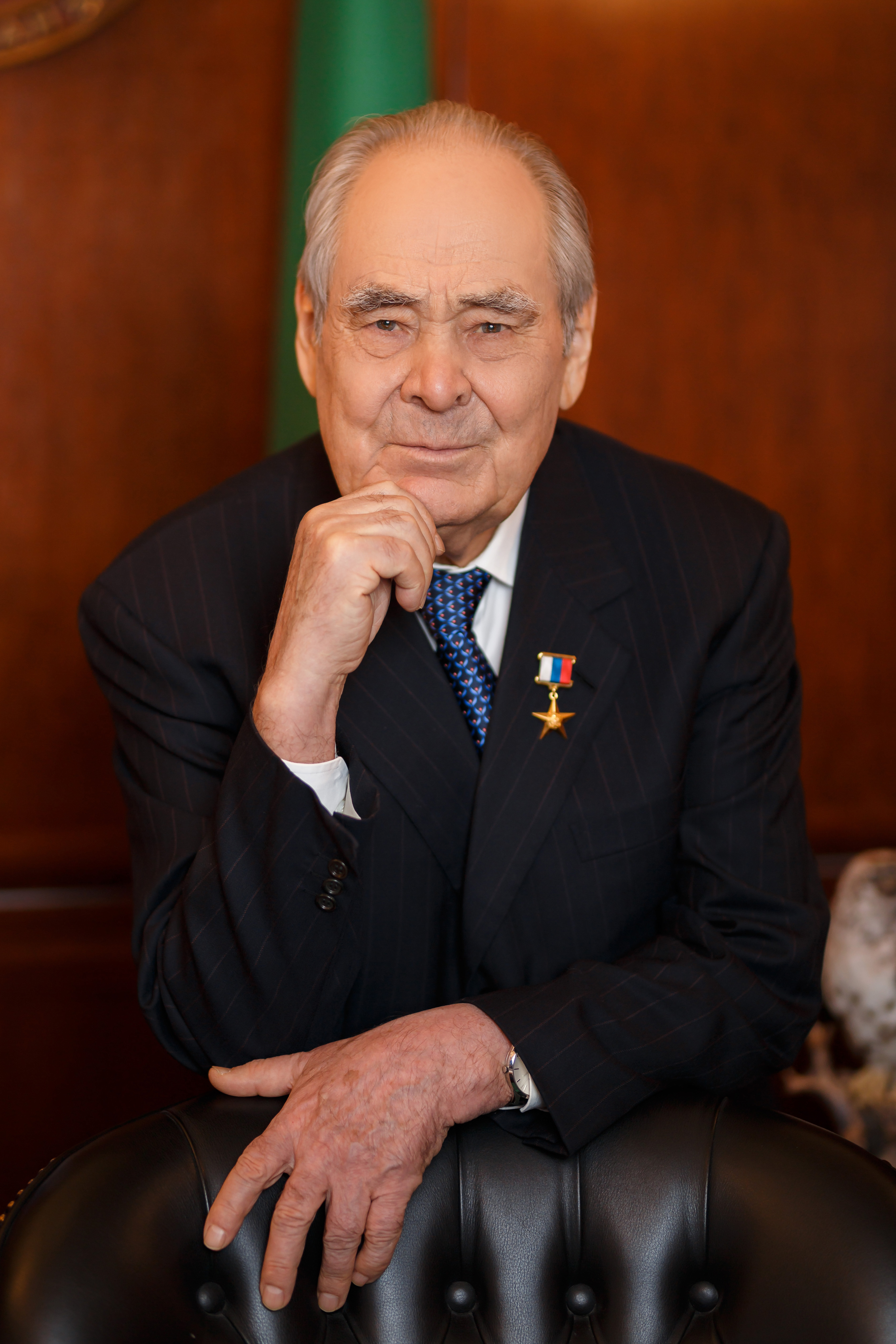
Mintimer Schaimijew (2019)

Mintimer Scharipowitsch Schaimijew (* 20. Januar 1937 in Anjakowo, Rayon Aktanysch, Tatarische ASSR, heute Tatarstan) ist ein russisch-tatarischer Politiker, der von 1991 bis 2010 Präsident der Republik Tatarstan innerhalb der Russischen Föderation war. Zuvor war Schaimijew bereits seit 1989 Erster Sekretär des Tatarischen Gebietskomitees der Kommunistischen Partei der Sowjetunion. Schaimijews vierte Amtsperiode als Präsident in Folge endete nach 18 Jahren am 25. März 2010, für eine fünfte Amtszeit stand er laut eigenem Wunsch nicht mehr zur Verfügung.
Mintimer Schaimijew stammt aus einer tatarischen Bauernfamilie. Nach Beendigung seiner Schulausbildung 1954 begann er ein Studium in der technischen Abteilung des Landwirtschaftlichen Instituts der tatarischen Hauptstadt Kasan. Nach Abschluss des Studiums 1959 arbeitete er im Bereich der Mechanisierung der Landwirtschaft. Seine politische Laufbahn begann 1969 mit seiner Ernennung zum Minister für Melioration und Wasserwirtschaft der Tatarischen ASSR (TASSR). 1983 war er für kurze Zeit stellvertretender Ministerratsvorsitzender der TASSR und stieg im gleichen Jahr zu einem der tatarischen Gebietssekretäre der sowjetischen Kommunistischen Partei auf. 1985 wurde er Ministerratsvorsitzender der TASSR. 1989 bis 1990 war er Erster Gebietssekretär der KPdSU in der TASSR und wurde 1990 zum Vorsitzenden des tatarischen Obersten Sowjets gewählt. In dieser Zeit erklärte Tatarstan seine staatliche Souveränität. In der Zeit des Zerfalls der Sowjetunion wurde er am 12. Juni 1991 zum ersten Präsidenten der Republik Tatarstan gewählt. Am 24. März 1996 und am 25. März 2001 wurde er durch Wahlen sowie am 25. März 2005 auf Vorschlag des russischen Staatspräsidenten Putin durch das tatarische Parlament im Amt bestätigt. Von 1994 bis 2001 vertrat er Tatarstan im russischen Föderationsrat. Seit dem 1. Dezember 2001 ist Schaimijew einer der stellvertretenden Vorsitzenden der Partei Einiges Russland.
2007 erhielt er den König-Faisal-Preis für Verdienste um den Islam.

## Familie
Schaimijew ist verheiratet und hat zwei Söhne. Radik Schaimijew (englische Transkription Radik Shaymiev), der jüngere von beiden, wurde 2003 Autocross-Europameister. Ajrat Schaimijew (englische Transkription Ayrat Shaymiev) ist sogar dreifacher Autocross-Europameister (2002, 2004 und 2005) und bestritt, gemeinsam mit Tatarstans Ministerpräsident Rustam Minnichanow, alle Wertungsläufe zur FIA Rallycross-Europameisterschaft für Fahrer 2007. Auch 2008 und 2009 nahm er mit seinem gut 550 PS starken Ford Focus ST T16 4×4 an dieser pan-europäischen Rennserie teil.